# 托马斯·潘恩
托马斯·潘恩（英語：Thomas Paine；1737年2月9日—1809年6月8日），英裔美国思想家、作家、政治活动家、理论家、革命家、激进民主主义者。生于英国诺福克郡，曾继承父业做过裁缝，后来做过教师、税务官员，37岁前在英国度过，之后移居英属北美殖民地，之后参加了美国独立运动。在此期间他撰写了铿锵有力并广为流传的小册子《常识》（1776年）极大地鼓舞了北美民众的独立情绪，并在战争期间完成了系列小册子《美利坚的危机》（1776—1783年），成为美国开国元勋之一。
后来受到法国大革命影响，潘恩撰写了《人的权利》，成为启蒙运动的指导作品之一。尽管不会讲法语，他依然于1792年被选入法国国民公会。由于吉伦特派视其为盟友，山岳党人，尤其是罗伯斯庇尔则将其视为敌人。1793年12月，潘恩被逮捕并投入监狱，1794年被释放。由于主张自然神论，在1793—1794年间他创作了《理性时代》一文，文中反对基督教教条，主张理性和自由思考；此文一出就被美国人所不齿，强大的反对之声使得潘恩变得恶名昭著。
拿破仑上台后，潘恩依然没有离去，但他却谴责拿破仑的独裁，称其为“前所未有的江湖骗子”。1802年在杰弗逊总统的邀请下，潘恩返回美国。
1809年6月8日，潘恩在纽约格林尼治村林苑路59号去世，享年72岁。由于忌惮他的宗教观点，只有6个人出席了他的葬礼。他被葬于1802年重归美国后的居住地，位于今天的新罗谢尔，也就是后来的潘恩小舍。然而他的遗体却被一位名叫威廉·克伯特的仰慕者掘出，这位仰慕者期望将其骸骨重归英国故里荣誉下葬，但后来却不知所终。潘恩最后下葬地也因此成为了未解之谜。

## 早年

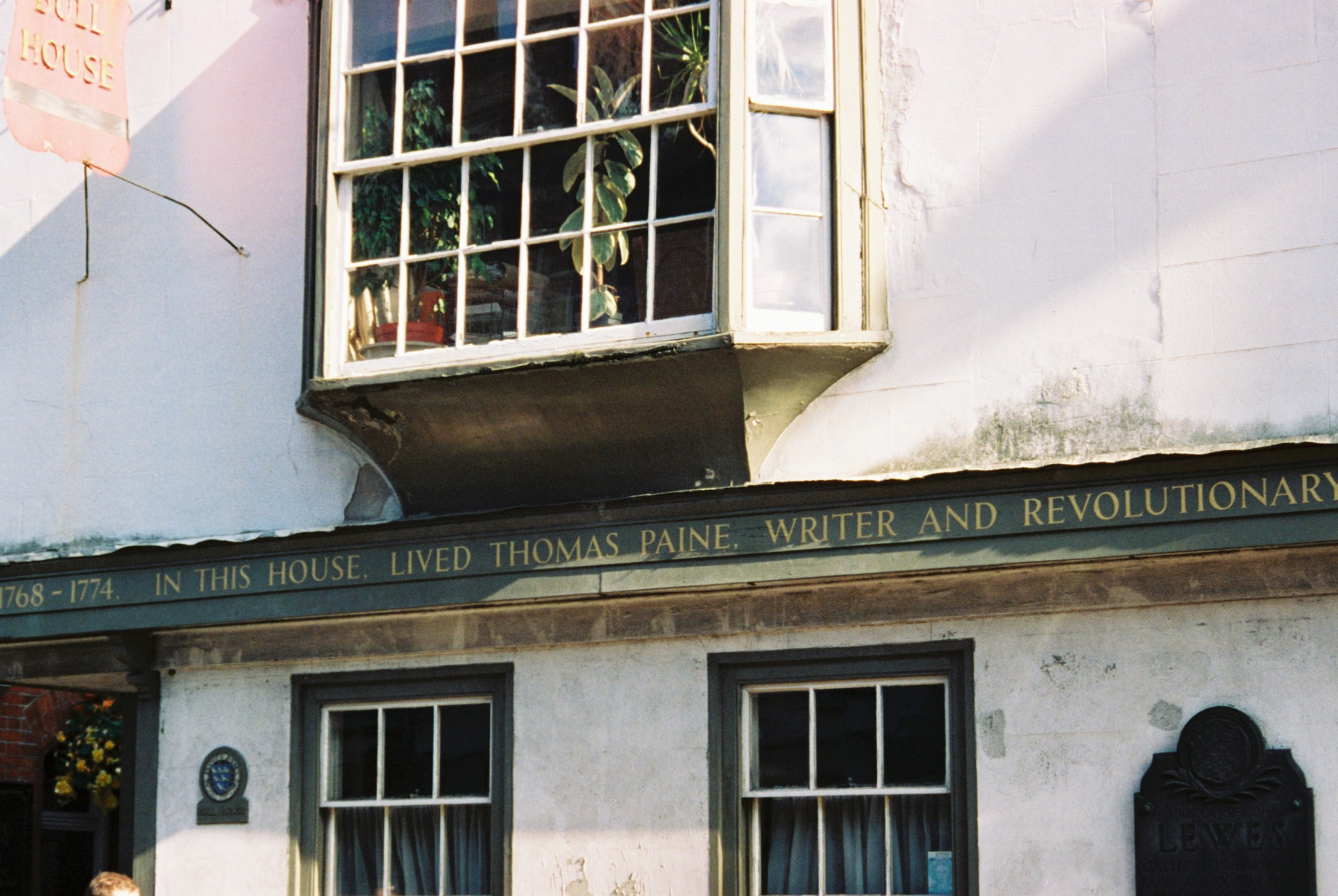
潘恩早年在英国雷威斯的住处

1737年2月9日，潘恩出生于英国一个贫苦人家。由于家境贫寒，潘恩从小没有接受过多少正规教育，13岁辍学，当过裁缝、店员、教师等，最后得到一份税务员的工作。
1773年，他不满工资过低，撰写《税务官员的状况》而被解雇。此时潘恩遇到了本杰明·富兰克林，当时富兰克林是美洲在欧洲的发言人，事业如日中天。富兰克林很赏识潘恩，建议他到美洲去，富兰克林在美洲的女婿理查德·贝奇也表示愿意提供帮助。

## 美國革命

### 《常識》（1776年）
1774年，潘恩到美国费城，通过贝奇的介绍，主编《宾夕法尼亚杂志》。

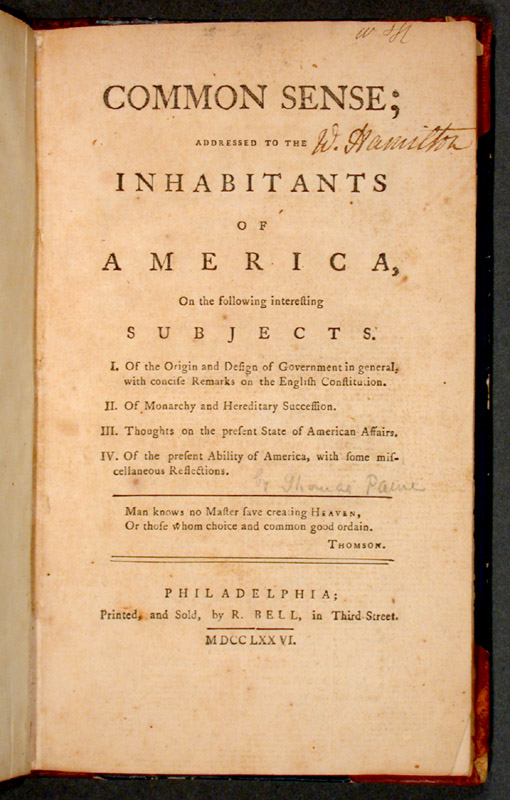
1776年版的小册子《常识》

1776年，美国独立的风潮开始，他支持美国独立，反对英国的殖民专政，撰写了他的成名小册子《常識》，殖民地很多刊物转载。它促使那些徘徊观望的爱国派加入到革命中。小册子发表后立即走红，在头三个月中销售了12万册。《常識》为美国从英国殖民中独立出来辩论，批评英国国王残暴无能，认为独立后的美国应该建立共和国。

### 《美國危機》（1776年）
1776年下半年，潘恩於独立战争陷入低潮时写下並出版了小册子《美國危機》，以鼓舞士气。他展現了致力於公民美德的美國人與保皇黨的衝突。為了鼓舞士兵，喬治·華盛頓將軍擁有一冊《危機》。其開篇為：
這是考驗人心的時代。在當前的危機中，那些經不起風霜的戰士（summer soldier）和經不起陰霾的愛國者（sunshine patriot）會在這危機畏縮不前，但那些堅持戰鬥的人應當得到全體男女的愛戴和感激。專制制度就像地獄一樣，並不容易戰勝，但我們可以安慰的是：鬥爭越艱巨，勝利將越光榮。我們不會對輕易獲得的事物珍而重之，因為一切事物的價值在於它是來之不易。上天會為其造物定出適當的價錢，但如果自由這樣神聖的東西反而索價不高，那豈非咄咄怪事？
他积极主张废除奴隶制，写过《在美洲的非洲奴隶》一文，和本杰明·富兰克林一起废除了宾州的奴隶制。
1787年，他到英国定居，写了一些关于人权的作品，遭到英国政府通缉。
1791年，潘恩去法国，支持法国大革命，被选入国民公会，他认为是美国独立的精神影响了法国，同時反对处死路易十六，支持吉伦特派。参与起草法国《人权宣言》。写下《人權論》。
1793年，罗伯斯比尔领导的雅各宾派奪取了法國政權，潘恩由於反對他們的恐怖專政，以及前期反對處死國王的行為，被投入監獄，在獄中寫成《理性時代》一書。
1794年，法国爆发了热月政变，羅伯斯比爾被斬首，潘恩出獄，仍在國民公會中任職。

## 《人權論》
潘恩於1787年回到倫敦，從1789年開始關心法國革命，並於1790年前往法國。與此同時，知識分子埃德蒙·伯克（被視為英美保守主義的奠基者）出版了《關於法國革命的思考》，並售出30,000冊。潘恩写下了《人權論》（1791年）這一抽象而又漫長的政治文集。1791年1月31日，他將手稿交給了出版商約瑟夫·約翰遜。政府派人的訪問勸阻了約翰遜，因此潘恩將這本書交給了出版商J. S.喬丹，後按照威廉·布萊克的建議前往巴黎。他說服三位好友威廉·戈德溫，托馬斯·霍利斯與托馬斯·霍克羅夫特處理出版物的細節。這本著作出版於1791年3月13日，售出近一百萬冊。
潘恩是法國革命的熱情支持者，並與漢密爾頓，喬治·華盛頓，富蘭克林等著名同時代人一起被授予法國榮譽公民身份。潘恩的榮譽公民身份是對他的《人權論》第二部分的出版及其在法國引起的轟動的認可。儘管他不會法語，但他還是當選代表加來海峽省的國民公會的成員。
潘恩當選為國民議會議員後的幾週後，被選為國民公會憲法委員會的九名代表之一，被任命為法蘭西共和國草擬一部適當的憲法。潘恩認為是美國革命的精神影響了法國。他投票支持法蘭西共和國，但反對處決路易十六 ，並說應將君主放逐到美國：首先，法國皇室協助了美國革命。其次，是在道德上反對死刑，特別是報仇殺人。潘恩的講話被讓-保爾·馬拉打斷，他聲稱，潘恩的貴格會信仰與施加死刑背道而馳，因此他應該沒有資格投票。

## 《理性時代》
潘恩於1793年12月28日在法國被捕。喬爾·巴洛在巴黎通過向美國居民散發請願書，有16位美國公民為潘恩辯護，但未能成功確保潘恩獲釋。潘恩於1794年11月獲釋，主要是因為新任駐法大使詹姆斯·門羅成功地為潘恩的美國國籍辯護。
1796年，他設計的一座橋樑架設在英格蘭巽德蘭，獲得了英國專利。巽德蘭拱橋，是根據他在費城的斯庫爾基爾河大橋的設計而設計的。潘恩開發了無菸蠟燭，並與發明家John Fitch合作開發了蒸汽機。1797年，除了其他有爭議的客人，潘恩還引起了法國當局的懷疑。1800年，潘恩據稱與拿破崙會面。潘恩留在法國直到1802年，在杰斐遜總統的邀請下才返回美國。

## 晚年
1802年，潘恩返回美国，由于他反对贵族政治、富人政治和教权主义，坚持自然神论，在美国遭到基督徒的批判。

## 離世
1809年，潘恩在贫困潦倒、屈辱愤懑中于纽约逝世。据他的房东太太回忆：
|  | 下葬的场面让人揪心：“当棺木落地时，墓土撒上时，我站在墓穴的东端，让我的小儿子站在西端。环顾周围寥寥的旁观者，我说：‘啊，潘恩先生：我的儿子站在那儿，代表美国向您致谢。而我，则代表全体法兰西人民！’” |

## 思想体系
潘恩是激进的民主主义和自然神论者，他的“世界公民”理念宣传建立“世界共和国”，他也是公共教育、最低工资限额的提出者之一。在潘恩思想体系中，不存在国王与贵族，人与人之间是平等的。

## 理念
潘恩對產權的分析標誌著對政治理論的獨特貢獻。他的財產理論捍衛了自由主義者對私有制的關注，這表明了平等主義的承諾。

## 影响
潘恩所著《常识》极大地鼓舞了美国独立战争的士气，他的一些其他作品帮助了法国、英国的民主事业。

## 著作
- 《常识》
- 《美国危机》(The American Crisis)
- 《理性時代》(The Age of Reason)